# ソンヒン県
ソンヒン県（ソンヒンけん、ベトナム語：Huyện Sông Hinh / 縣瀧馨?）は、ベトナム社会主義共和国フーイエン省の県である。面積は890.2 km²、人口は58,700人（2019年）である。

## 行政区画
1市鎮10社から構成される。